# Oratorio di Sant'Antonio (Serrazzano)
L'oratorio di Sant'Antonio si trova a Serrazzano nel comune di Pomarance.

## Descrizione e storia
Dopo il trasferimento del titolo di San Donato alla chiesa dentro il castello, la chiesetta fu intitolata a Sant'Antonio abate anche se, per una sovrapposizione di culti, è sant'Antonio da Padova che oggi, e da due secoli almeno, vi si onora. L'oratorio è considerato l'edificio di culto più antico esistente nelle colline metallifere. La sua costruzione si fa risalire fra il X e l'XI secolo.
Ad un'unica navata, con tetto a capriate e con abside semicircolare, il paramento murario è costituito da grosse bozze di arenaria perfettamente squadrate e sovrapposte, dove si apre, al centro, una finestrella a doppia strombatura. In facciata si apre un portale con architrave monolitica, una pietra di forma trapezoidale. L'oratorio, che sorge in aperta campagna, presuppone nell'antichità un centro rustico forse precedente al consolidarsi del castello di Serrazzano.